# Tadeusz Ludwik Smyczyński

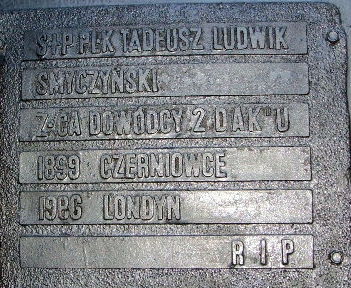
Tabliczka nagrobna Tadeusza Ludwika Smyczyńskiego

Tadeusz Ludwik Smyczyński (ur. 30 maja 1899 w Czerniowcach, zm. 21 kwietnia 1986 w Londynie) – major artylerii Wojska Polskiego II RP, po wojnie awansowany przez władze RP na uchodźstwie na stopień podpułkownika.

## Życiorys
Tadeusz Ludwik Smyczyński urodził się 30 maja 1899 w Czerniowcach. Był jednym z sześciorga dzieci Ludwika (1864–1945, c. k. inspektor pracy) i Marii z domu Klimek. Jego rodzeństwem byli Wanda (1895–1923), Jadwiga (ur. 1903, po mężu Jaśkiewicz), Stanisław (ur. 1905, oficer Wojska Polskiego, emigrant w Argentynie), Maria (1907–2000, po mężu Falęcka, pianistka), Zofia (1909–1995, po pierwszym mężu Niedźwiecka, po drugim Michalik).
Kształcił się w C. K. III Gimnazjum w Krakowie, gdzie podczas I wojny światowej będąc w VII klasie w roku szkolnym 1916/1917 został powołany do służby wojskowej (w szeregach c. i k. armii lub Legionów Polskich – sprawozdanie szkolne nie sprecyzowało tego faktu wskazując obie możliwości przy wskazaniu grupy uczniów), w 1917 ukończył VIII klasę i 16 listopada 1917 zdał egzamin dojrzałości.
Był w składzie pociągu pancernego „Smok”, który w drugiej połowie grudnia 1918 wyruszył na odsiecz Lwowa podczas wojny polsko-ukraińskiej, a od 20 stycznia do 10 maja 1919 brał udział w walkach na Wołyniu i Polesiu. Dekretem Naczelnego Wodza Wojsk Polskich z 31 stycznia 1919 został przyjęty do Wojska Polskiego jako były oficer z armii austro-węgierskiej w stopniu podporucznika i otrzymał przydział do Krakowskiego pułku artylerii wałowej. W 1920 uczestniczył w działaniach na froncie białoruskim podczas wojny polsko-ukraińskiej. Został awansowany na stopień porucznika artylerii ze starszeństwem z dniem 1 czerwca 1919. Jako oficer nadetatowy krakowskiego 5 pułku artylerii ciężkiej od 1922 do 1923 był dowódcą pociągu pancernego nr 7 „Paderewski”, a w 1924 przydzielony do dywizjonu ćwiczebnego pociągów pancernych był dowódcą pociągu pancernego Nr 2 „Śmigły”. Został awansowany na stopień kapitana artylerii ze starszeństwem z dniem 1 stycznia 1927. W 1928 jako oficer 5 pułku artylerii ciężkiej był przydzielony do 2 dywizjonu pociągów pancernych w Niepołomicach. W 1932 był oficerem 2 pułku artylerii lekkiej Legionów w Kielcach. W stopniu kapitana był także oficerem 8 pułku artylerii polowej. Awansowany do stopnia majora sprawował stanowisko zastępcy dowódcy 2 dywizjonu artylerii konnej w Dubnie od 1938 do 1939. W czasie kampanii wrześniowej 1939 roku dowodził II dywizjonem 61 pułku artylerii lekkiej. Został wzięty do niewoli przez Niemców i był osadzony w oflagu.
Po oswobodzeniu i zakończeniu wojny pozostał na emigracji w Wielkiej Brytanii. Był zatrudniony w Bibliotece Polskiej w Londynie. Został awansowany na stopień podpułkownika.
Zmarł 21 kwietnia 1986. Jego prochy zostały pochowane w kolumbarium przy kościele św. Andrzeja Boboli w Londynie.

## Ordery i odznaczenia
- Krzyż Walecznych (przed 1923)
- Złoty Krzyż Zasługi (1977)[14]
- Srebrny Krzyż Zasługi (1977)[15]
- Odznaka pamiątkowa „W obronie Kresów Wschodnich”[3]